# Otto van Assel
Otto van Winzeburg-Assel (1130-1175), zoon van Hendrik van Winzenburg en Eufemenia van Vohburg, was de voorlaatste graaf van Assel. In 1166-1167 nam hij deel aan de strijd tegen Hendrik de Leeuw en zijn expansiepolitiek. Na de dood van Otto heeft naar alle waarschijnlijkheid Salome opgetreden als gravin van Assel. Er was namelijk geen nakomeling in mannelijke lijn over. Na de dood van Salome wordt op 15 augustus 1186 het graafschap opgeëist door Bisschop Adelog van Dorstadt als goed van het Bisdom Hildesheim.

## Huwelijk en kinderen
Otto was getrouwd met Salome van Valkenburg-heinsberg, dochter van  Gosewijn II van Valkenburg-Heinsberg, .
Ze kregen een dochter:
- Adelheid († 25 december 1185), getrouwd met Adolf III van Schaumburg en Holstein